# Demografia da Chéquia
A maioria dos 10,2 milhões de habitantes da Chéquia (Tchéquia) são etnicamente e linguisticamente checos (95%). Outros grupos étnicos incluem germânicos, ciganos e polacos. Após a divisão de 1993, os eslovacos residentes na República Checa compõem cerca de 2% da população actual.
A fronteira entre a Chéquia e a Eslováquia é aberta para pessoas com cidadania da antiga Checoslováquia. As Leis que estabelecem a liberdade religiosa foram criadas pouco após a revolução de 1989, revogando regras opressivas promovidas pelo regime comunista.
A maior denominação é a Católica Romana (27% da população); uma grande percentagem da população checa alega ser atéia (59%).
A comunidade judia soma alguns milhares hoje; uma sinagoga em Praga é memorial de mais de 80.000 checoslovacos judeus que foram mortos durante a Segunda Guerra Mundial.

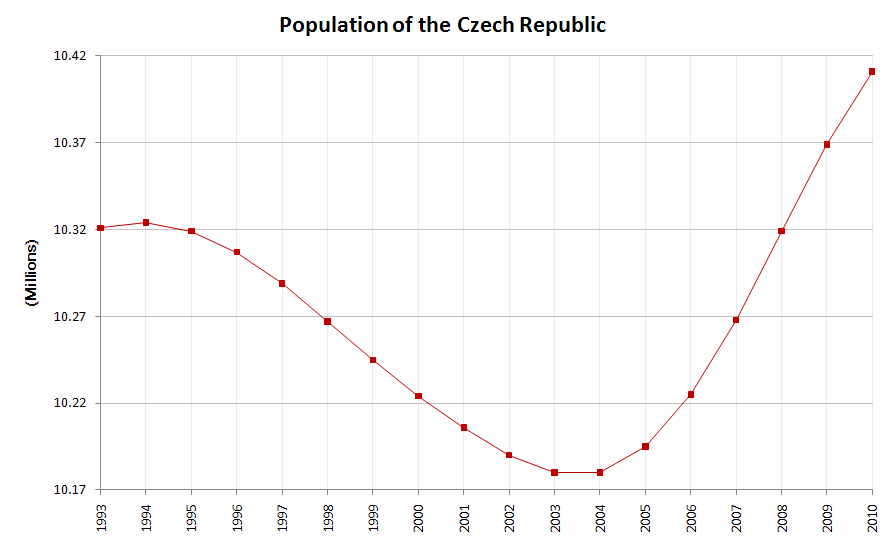
Evolução demográfica da Chéquia desde 1993.

- População:

10.211.000 (estimativa de dezembro de 2003)
- Estrutura de idades:

0-14 anos: 16% (homens: 849.008; mulheres: 805.861)
15-64 anos: 70% (homens: 3.587.968; mulheres: 3.573.171)
65 anos acima: 14% (homens 543.114; mulheres 867.457) (março de 2001)
- Taxa de crescimento populacional:

0,8% (estimativa de 2003)
- Taxa de natalidade:

9,2 nascimentos/1.000 habitantes (estimativa de 2003)
- Taxa de mortalidade:

10,9 mortes/1.000 habitantes (estimativa de 2003)
- Taxa de migração:

2,5 migrantes/1000 habitantes (estimativa de 2003)
- Proporção por sexo:

Ao nascimento: 1,06 homem/mulher
Até 15 anos: 1,05 homem/mulher
15-64 anos: 1 homem/mulher
65 anos acima: 0,63 homem/mulher
população total: 0,95 homem/mulher (estimativa de 2000)
- Taxa de mortalidade infantil: 3.9 mortes/1000 nados vivos (estimativa de 2003)
- Expectativa de vida à nascença:

População total: 74,95 anos
homens: 71,46 anos
mulheres: 78,65 anos (estimativa de 2002)
- Taxa de fecundidade: 1,18 crianças nascidas/mulher (estimativa de 2003)
- Nacionalidade:

Substantivo: Checo ou tcheco (checo: Čech, plural: Češi or Čechové)
Adjetivo: Checo ou tcheco (česká)
- Grupos étnicos

checos 90%, morávios 3.7%, eslovacos 1.9%, polacos 0.5%, austríacos 0.4%, alemães 0.4%, silésios 0.1%, ciganos 0.1% (valores oficiais, extimativas não-oficiais chegam a 2%), húngaros 0.1%, outros 2.8% (março de 2001)
Nota: os morávios e os silésios, possuindo diferenças étnicas, culturais, de tradições e linguísticas dos checos, não formam uma minoria em termos políticos e suas porcentagens são frequentemente adicionadas ao grupo checo. Os resultados aqui presentes refletem o direito de qualquer indivíduo de se identificar por qualquer nacionalidade ou grupo étnico, como diz a Declaração Universal dos Direitos Humanos.
- Religiões:

Ateus ou pessoas sem religião definida 59,0%, católicos romanos 26,8%, protestantes 1,1%, Hussitas 1,0%, outros 12,1% (março de 2001)
- Idioma

Checo ou tcheco (oficial), alemão, eslovaco.
- Grau de alfabetização funcional

Definição: indisponível.
População total: 99.9% (estimativa 1999)